# 1991年のドイツツーリングカー選手権
1991年のドイツツーリングカー選手権は、ドイツツーリングカー選手権の8回目のシーズンである。3月31日のゾルダー・サーキットで開幕し、10月20日のドニントン・パークまで全12ラウンド、24戦でタイトルが争われた。アウディ・V8 クワトロ DTMをドライブするフランク・ビエラがタイトルを獲得した。

## 1991年の参戦チーム・ドライバー
| 車番 | ドライバー                               | チーム                                     | 出場ラウンド     |
| ---- | ---------------------------------------- | ------------------------------------------ | ---------------- |
| 1    | ハンス＝ヨアヒム・スタック               | シュミット・モトーアシュポルト・テクニーク | 全戦             |
| 2    | ヒューベルト・ハウプト                   | シュミット・モトーアシュポルト・テクニーク | 1-9, 11-12       |
| 3    | ジョニー・チェコット                     | シュニッツァー・モータースポーツ           | 全戦             |
| 4    | ヨアヒム・ヴィンケルホック               | シュニッツァー・モータースポーツ           | 全戦             |
| 5    | クリス・ニッセン                         | シュニッツァー・モータースポーツ           | 全戦             |
| 7    | クルト・ティーム                         | AMG                                        | 全戦             |
| 8    | クラウス・ルドヴィック                   | AMG                                        | 全戦             |
| 9    | アラン・クーディニ                       | Snobeck                                    | 全戦             |
| 10   | ジャック・ラフィット                     | Snobeck                                    | 全戦             |
| 11   | スティーブ・ソパー                       | Bigazzi                                    | 全戦             |
| 12   | アルミン・ハーネ                         | Bigazzi                                    | 全戦             |
| 13   | ペーター・ザコウスキー                   | Unitron                                    | 全戦             |
| 14   | ラルフ・ケレナース                       | Unitron                                    | 1-3, 5-12        |
| 15   | ディーター・クエスター                   | Linder                                     | 1-8, 11-12       |
| 16   | アルフリート・ヘーガー                   | Linder                                     | 全戦             |
| 17   | アネット・ミューヴィセン                 | Linder                                     | 1-5, 7-10        |
| 18   | ファビアン・ジロー                       | ザクスピード                               | 1-5              |
| 19   | ローランド・アッシュ                     | ザクスピード                               | 全戦             |
| 20   | ミハエル・シューマッハ                   | ザクスピード                               | 6-7              |
| 22   | フランク・シュミックラー                 | MS                                         | 1-7              |
| 22   | フランク・シュミックラー                 | イルムシャー                               | 8, 10            |
| 23   | ヨルグ・ファン・オーメン                 | MS                                         | 全戦             |
| 24   | ヨッヘン・マス                           | MS                                         | 1, 5, 7          |
| 25   | クラウス・ニーヅビーズ                   | Eggenberger                                | 全戦             |
| 26   | アラン・フェルテ                         | Eggenberger                                | 全戦             |
| 28   | クルト・ケーニヒ                         | Clim-Air                                   | 全戦             |
| 29   | マルクス・オストライヒ                   | Isert                                      | 6                |
| 30   | レオポルド・プリンツ・フォン・バイエルン | Isert                                      | 1-4, 6-10        |
| 31   | クリスチャン・ダナー                     | MM-Diebels                                 | 1-5, 8-10        |
| 32   | オットー・レンジンク                     | MM-Diebels                                 | 1-5, 8-10        |
| 33   | ギュンター・ムルマン                     | MM-Diebels                                 | 4, 6, 11         |
| 34   | ルカ・マッジオレッリ                     | Valier                                     | 2-10             |
| 36   | フランツ・エングストラー                 | イルムシャー                               | 1-5, 8-12        |
| 37   | フォルカー・ストレイチェック             | イルムシャー                               | 2-5, 7-10        |
| 38   | ミハエル・イッケンスタイン               | Tauber                                     | 1                |
| 39   | フランツ・デュフター                     | Tauber                                     | 2                |
| 40   | ゲルト・ルッフ                           | Ruch                                       | 3-5, 8, 10-11    |
| 41   | フレッド・ラケル                         | Ruch                                       | 3, 5, 8, 12      |
| 42   | コーネリアス・オイザー                   | Marlboro                                   | 1, 3, 5-8, 10    |
| 43   | アレン・バーグ                           | Tauber                                     | 3-5, 7-8, 10, 12 |
| 44   | フランク・イエリンスキー                 | AZR                                        | 全戦             |
| 45   | フランク・ビエラ                         | AZR                                        | 全戦             |
| 46   | ヴァルター・ロール                       | シュミット・モトーアシュポルト・テクニーク | 10               |
| 50   | アルミン・ベルンハルト                   | Bernhard                                   | 1-5, 7-12        |
| 55   | ハラルド・ベッカー                       | Vanicek                                    | 1-6, 8-10        |
| 65   | アラン・メニュ                           | Linder                                     | 9-10             |
| 66   | ペーター・オーベルンドルファー           | Schubel                                    | 1-7, 9-12        |
| 74   | セップ・ハイダー                         | イルムシャー                               | 7                |
| 78   | エレン・ロール                           | HWA / AMG                                  | 1-5, 7-12        |
| 87   | フリッツ・クロイツポイントナー           | AMG                                        | 全戦             |
| 88   | ベルント・シュナイダー                   | HWA / AMG                                  | 8-10, 12         |
| 99   | マヌエル・ロイター                       | Schubel                                    | 8                |
| ?    | ジョセフ・ヴェンク                       | Vanicek                                    | 11               |
| ?    | ユルゲン・ルッフ                         | Ruch                                       | 4                |

## 1991年の開催スケジュールと勝者
| 開催日   | レース                       | サーキット           | 走行距離                                             | 優勝ドライバー                                  | 車両                                                  |
| -------- | ---------------------------- | -------------------- | ---------------------------------------------------- | ----------------------------------------------- | ----------------------------------------------------- |
| 3月31日  | Bergischer Lowe              | ゾルダー・サーキット | 24 × 4,194 km = 100,656 km                           | ジョニー・チェコット                            | BMW M3 Sport Evolution                                |
| 4月14日  | Rennsport-Festival           | ホッケンハイムリンク | 15 × 6,802 km = 102,030 km                           | スティーブ・ソパー                              | BMW M3 Sport Evolution                                |
| 4月21日  | Eifelrennen                  | ニュルブルクリンク   | 22 × 4,542 km = 99,924 km                            | クラウス・ルドヴィック                          | Mercedes-Benz 190E 2.5-16 Evo2                        |
| 5月5日   | AVUS-Rennen                  | アヴス               | 21 × 4,880 km = 102,480 km                           | ハンス＝ヨアヒム・スタック フランク・ビエラ     | Audi V8 quattro DTM                                   |
| 6月9日   | Flugplatzrennen Wunstorf     | ヴンストルフ         | 20 × 5,050 km = 101,000 km                           | ヨアヒム・ヴィンケルホック ジョニー・チェコット | BMW M3 Sport Evolution                                |
| 6月30日  | 200 Meilen von Nurnberg      | ノリスリンク         | 44 × 2,300 km = 101,200 km                           | クルト・ティーム ハンス＝ヨアヒム・スタック     | Mercedes-Benz 190E 2.5-16 Evo2 Audi V8 quattro DTM    |
| 8月5日   | Flugplatzrennen Diepholz     | ディープホルツ       | 37 × 2,690 km = 99,530 km 38 × 2,690 km = 102,220 km | ハンス＝ヨアヒム・スタック スティーブ・ソパー   | Audi V8 quattro DTM BMW M3 Sport Evolution            |
| 9月8日   | Groser Preis der Tourenwagen | ニュルブルクリンク   | 22 × 4,542 km = 99,924 km                            | クラウス・ルドヴィック                          | Mercedes-Benz 190E 2.5-16 Evo2                        |
| 9月15日  | ADAC-Preis Singen            | アレマンネンリンク   | 36 × 2,800 km = 100,800 km                           | フランク・ビエラ ハンス＝ヨアヒム・スタック     | Audi V8 quattro DTM                                   |
| 9月29日  | ADAC-Preis Hockenheim        | ホッケンハイムリンク | 12 × 6,802 km = 81,624 km 15 × 6,802 km = 102,030 km | フランク・ビエラ                                | Audi V8 quattro DTM                                   |
| 10月6日  | ITR-Cup Brunn                | ブルノ・サーキット   | 19 × 5,394 km = 102,486 km                           | クラウス・ルドヴィック スティーブ・ソパー       | Mercedes-Benz 190E 2.5-16 Evo2 BMW M3 Sport Evolution |
| 10月20日 | ITR-Cup Donington            | ドニントン・パーク   | 25 × 4,023 km = 100,575 km                           | フランク・ビエラ                                | Audi V8 quattro DTM                                   |

## ランキング
| 順位 | ドライバー                               | 車両                      | ポイント |
| ---- | ---------------------------------------- | ------------------------- | -------- |
| 1    | フランク・ビエラ                         | Audi V8 quattro DTM       | 174      |
| 2    | クラウス・ルドヴィック                   | Mercedes 190E 2.5-16 Evo2 | 166      |
| 3    | ハンス＝ヨアヒム・スタック               | Audi V8 quattro DTM       | 158      |
| 4    | ジョニー・チェコット                     | BMW M3 Sport Evolution    | 147      |
| 5    | スティーブ・ソパー                       | BMW M3 Sport Evolution    | 133      |
| 6    | アラン・クディーニ                       | Mercedes 190E 2.5-16 Evo2 | 106      |
| 7    | ヨアヒム・ヴィンケルホック               | BMW M3 Sport Evolution    | 101      |
| 8    | クルト・ティーム                         | Mercedes 190E 2.5-16 Evo2 | 97       |
| 9    | ローランド・アッシュ                     | Mercedes 190E 2.5-16 Evo2 | 91       |
| 10   | フランク・イエリンスキー                 | Audi V8 quattro DTM       | 83       |
| 11   | ジャック・ラフィット                     | Mercedes 190E 2.5-16 Evo2 | 81       |
| 12   | クリス・ニッセン                         | BMW M3 Sport Evolution    | 46       |
| 13   | ヨルグ・ファン・オーメン                 | Mercedes 190E 2.5-16 Evo2 | 39       |
| 14   | アルミン・ハーネ                         | BMW M3 Sport Evolution    | 36       |
| 15   | ヒューベルト・ハウプト                   | Audi V8 quattro DTM       | 26       |
| 15   | ベルント・シュナイダー                   | Mercedes 190E 2.5-16 Evo2 | 26       |
| 17   | ヴァルター・ロール                       | Audi V8 quattro DTM       | 22       |
| 18   | アルトフリート・ヘーガー                 | BMW M3 Sport Evolution    | 18       |
| 19   | フリッツ・クロイツポイントナー           | Mercedes 190E 2.5-16 Evo2 | 17       |
| 20   | オットー・レンジンク                     | BMW M3 Sport Evolution    | 8        |
| 21   | ペーター・オーベルンドルファー           | Opel Omega 3000 Evo 500   | 6        |
| 21   | クリスチャン・ダナー                     | BMW M3 Sport Evolution    | 6        |
| 23   | ファビアン・ジロー                       | Mercedes 190E 2.5-16 Evo2 | 5        |
| 24   | ペーター・ザコウスキー                   | BMW M3 Sport Evolution    | 4        |
| 25   | アレン・バーグ                           | BMW M3 Sport Evolution    | 3        |
| 26   | フォルカー・ストレイチェック             | Opel Omega 3000 Evo 500   | 2        |
| 26   | エレン・ロール                           | Mercedes 190E 2.5-16 Evo2 | 2        |
| 26   | アルミン・ベルンハルト                   | Mercedes 190E 2.5-16 Evo2 | 2        |
| 29   | レオポルド・プリンツ・フォン・バイエルン | BMW M3 Sport Evolution    | 1        |

## 各ワークスの動向
1990年から引き続き、アウディ、BMW,メルセデス・ベンツ、オペルの4ワークスが1991年のDTMに参戦した。新たなタイヤメーカーとしてブリヂストン、ミシュランが参戦し、ダンロップ、ヨコハマ、ピレリも参戦を継続し5メーカーによるタイヤ開発競争が行われた。
- アウディ

1991年のDTMにアウディはSMS(シュミット・モトーアシュポルト・テクニーク)、AZR(アウディ・ツェントルム)の2チームから4台のクワトロをエントリーさせた。1991年仕様のクワトロはエンジンの出力向上、フロント、リヤにスポイラーを装備したエボリューションモデルでSMS、AZRともダンロップタイヤを装備し、最低重量は1290kgとされた。シーズン序盤は最低重量980kgのBMW、メルセデス・ベンツに対して苦戦を強いられたが、第5戦・ヴンシュトルフから最低重量が1250kgに軽減され競争力を取り戻した。
タイトル争いではフランク・ビエラ、ハンス＝ヨアヒム・スタックが4勝をずつを挙げ、ビエラがドライバー・タイトルを獲得、スタックも3位に入る活躍を見せた。
- BMW

1991年のDTMにBMWはシュニッツァー、ビガッツィ、リンダ―の3チームから8台のワークスマシンをエントリーさせた。前年までBMW陣営に属していたザクスピードはメルセデス陣営に移籍した。1991年仕様のM3はABSが装備された。
タイトル争いではシュニッツァーのジョニー・チェコット、ビガッツィのスティーブ・ソーパーが3勝ずつを挙げ、ドライバー・ランキングでそれぞれ4位、5位に入り、チーム・タイトルではシュニッツァーが2位に入った。
アウディ、メルセデスと違い、BMW M3は多くのプライベートチームが使用している。1991年シーズン、M3を使用するプライベートチームの中で最高の成績を残したのが、プライベーターながら元F1ドライバーのクリスチャン・ダナー、1990年ドイツF3選手権ランキング2位のオットー・レンジングを擁するMMディーベルスでチーム・ランキングで9位に入った。
- メルセデス・ベンツ

メルセデスは1991年、1990年とは体制を変更した。1990年まではAMGをワークスとしていたが、1991年からAMG、MS、スノーベック、BMW陣営から移籍したザクスピードの4チームを同列で扱うようになった。これによってメルセデス陣営内で相対的に競争力の落ちることになったAMGは、タイヤをブリヂストンに変更し独占供給の契約を取り付けた。またスノーベックはピレリからミシュランに、MSもピレリからダンロップにタイヤを変更した。2年目を迎えた190E2.5-16エボリューションIIにはABSが装備され、戦闘力がさらに向上した。
1991年シーズン、メルセデス陣営で最高の成績を残したのはクラウス・ルドヴィックで4勝を挙げドライバー・ランキングで2位に入った。スノーベックのベテラン、45歳のアラン・クディーニは未勝利ながらランキング6位に入る活躍を見せた。AMGの女性ドライバー、エレン・ロールは2ポイントを獲得した。1990年、BMW/シュニッツァーで不振に陥ったファビアン・ジロワはザクスピード/メルセデスで再起を図ったが、不振から脱せずシーズン途中でチームから放出された。同じく不振のMSのフランク・シュミックラーもシーズン途中でチームから放出されたが、オペルにシートを得た。
4名のドライバーを擁するAMGはチーム・タイトルを獲得。メルセデスもマニュファクチャラー・タイトル(Bitトロフィー)を獲得した。
- オペル

オペルは、5台のオメガ3000エボリューション500をエッゲンバーガー、イルムシャー、シューベルからエントリーさせたが、1990年から続く不振から脱することは出来なかった。

## マカオ ギア・レース
前年、DTMカーの参戦が認められたスパ24時間だが、1991年は再びDTM規定車の参戦が不可能となった。しかし、マカオグランプリのギア・レースがDTM規定車のエントリーを認めるようになり、DTM勢がこれに参戦することになった。
1991年のギア・レースにDTMからメルセデス/AMGが190E2.5-16エボリューションIIを3台、BMW/シュニッツァーがM3を3台エントリーさせた。前年優勝の長谷見昌弘の日産・スカイラインGT-R(グループA仕様)はDTM勢のライバルとなりうる唯一のマシンだったが、最低重量が1000kgに設定されたDTM勢に対して、スカイラインGT-Rは最低重量が1990年より140kgも重い1400kgとされたため戦闘力は大きく低下していた。レースは前年のギア・レースでグループA仕様のBMW・M3で長谷見のスカイラインGT-Rに敗れていたシュニッツァーのエマニュエル・ピロが雪辱。AMGのクルト・ティームが2位、クラウス・ルドヴィックも3位に入りDTM勢が表彰台を独占した。
また、ニュルブルクリンク24時間レースにもBMW陣営のシュニッツァー、リンダ―とオペルのイルムシャーが出場し、シュニッツァーのヨアヒム・ヴィンケルホック組が優勝した。

## その他
DTMの公式テーマソングがレオ・セイヤーによって制作(曲名:I Will Fight For You)された。

## 参照
1. ↑  「Racing On」 No.098,p.71。